# Marin Dokuzovski
Marin Dokuzovski (in macedone Марин Докузовски?; Skopje, 14 luglio 1960) è un ex cestista e allenatore di pallacanestro macedone.

## Carriera
Da allenatore ha guidato la Macedonia ai Campionati europei del 2011.

## Palmarès

### Allenatore
- Campionato macedone: 8

Rabotnički Skopje: 1994-95, 1995-96, 1996-97, 1997-98, 1998-99, 2003-04, 2008-09, 2017-18
- Coppa di Bulgaria: 3

Academic Sofia: 2006, 2007, 2012
- Coppa di Macedonia: 4

Rabotnički Skopje: 1998, 2005, 2011, 2015
- Liga Unike: 1

Peja: 2021-22